# 組曲 (花譜)
「組曲」（くみきょく、英: Suite）は、バーチャルアーティストである花譜と、リアルのアーティストやコンポーザーとのコラボレーション企画である。全15曲で構成されており、各楽曲は配信シングルとしてリリースされ、YouTube上でミュージックビデオが公開されている。
「組曲」は2024年1月3日に完結したが、その後ボーナストラックとともにアルバム化され、2024年3月22日から展覧会『花譜展4』会場にて先行販売、4月5日から通信販売サイトTHINKRにて受注販売された。

## 概要
2021年10月18日の花譜デビュー3周年を記念して10大プロジェクトの始動が発表され、「組曲」はプロジェクト第1弾として企画されたものである。同年10月27日に企画が始動した。当初より15組とのコラボレーションを予定して開始された。初めは第1弾から第3弾までのコラボレーションが発表され、その後は順次発表された。2024年1月3日に最終作である「愛のまま」が公開され、完結した。
「組曲」の企画以前はほとんどの作品でカンザキイオリが花譜のコンポーザーを務めており、花譜の世界観の大部分を作ってきた。3周年を機に新たな一歩を踏み出し、様々なアーティストとの出会いにより、自身の歌手としての可能性を拡張していくことを目的に企画された。「組曲」においても、「あさひ」はカンザキにより作詞・作曲された。のちの2023年5月1日にはカンザキがKAMITSUBAKI STUDIOから卒業することとなった。
「組曲」完結後、2024年1月14日に開催された『花譜 4th ONE-MAN LIVE「怪歌」』でその続編となる「組曲2」の始動が発表された。

## 楽曲
以下の全15曲が配信シングルとしてリリースされている。楽曲の詳細については各項目も参照。
1. 鏡よ鏡 - 花譜×GLIM SPANKY
2. イマジナリーフレンド - 花譜×大森靖子
3. あさひ - 花譜×佐倉綾音
4. 飛翔するmeme - 花譜×たなか
5. わたしの線香 - 花譜×羽生まゐご
6. 春陽 - 花譜×くじら
7. 蕾に雷 - 花譜×長谷川白紙
8. Beyond META - 花譜×MIYAVI
9. 流線形メーデー - 花譜×可不
10. CAN-VERSE - 花譜×ORESAMA
11. メイドインあたし - 花譜×東京ゲゲゲイ
12. 秘密の言葉 - 花譜×ズーカラデル
13. しゅげーハイ!!! - 花譜×ケンモチヒデフミ
14. わたしの声 - 花譜×MONDO GROSSO
15. 愛のまま - 花譜×岸田繁

### 鏡よ鏡
2021年10月27日に配信リリースされ、同日YouTube上でミュージックビデオが公開された。GLIM SPANKYとのコラボ作品で、作曲はGLIM SPANKY、作詞はメンバーの松尾レミ、編曲は亀本寛貴による。

### イマジナリーフレンド
2021年11月17日に配信リリースされた楽曲。大森靖子とのコラボ作品で、作詞・作曲は大森靖子、編曲が大久保薫による。
原曲は花譜の独唱であるが、『花譜 3rd ONE-MAN LIVE「不可解参(狂)」』では、提供した大森靖子とともにデュエットが行われた

### あさひ
2021年12月8日発表に配信リリースされた楽曲。佐倉綾音とのデュエット曲であり、カンザキイオリが作詞および作曲を行った。
アパレルブランドである「ha｜za｜ma」のコンセプトソングとして制作された。

### 飛翔するmeme
2022年1月19日に配信リリースされた楽曲。たなかとのデュエット曲であり、作詞・作曲は たなか、作曲・編曲をケンカイヨシが務めた。

### わたしの線香
2022年2月23日に配信リリースされた楽曲。羽生まゐごとのコラボ作品であり、作詞・作曲・編曲を何れも羽生まゐごが行った。
羽生まゐごとのコラボレーションは「抜刀 feat. 花譜」に次ぐ2作目である。

### 春陽
2022年3月23日に配信リリースされた楽曲。くじらとのコラボ作品で、作詞・作曲・編曲は何れもくじらによる。

### 蕾に雷
2022年4月20日に配信リリースされた楽曲。長谷川白紙とのコラボ作品で、作詞・作曲・編曲は何れも長谷川白紙が務めた。

### Beyond META
2022年5月11日に配信リリースされた楽曲。MIYAVI とのデュエット曲であり、MIYAVI による作詞・作曲・編曲に加え、作詞に Emyli が、作曲に Kelsey Klingensmith が、作曲・編曲に Lenard Skolnik が携わった。

### 流線形メーデー
2022年7月13日に配信リリースされた楽曲。音楽的同位体"可不"とのデュエット曲であり、作詞は祭日ハネダ、作曲・編曲はHiFi-Pが担当した。
同年7月5日から放送開始されたテレビアニメ「邪神ちゃんドロップキックX」のエンディング曲である。

### CAN-VERSE
2022年10月12日に配信リリースされた楽曲。ORESAMA とのデュエット曲であり、作詞はメンバーのぽんが、作曲及び編曲は小島英也が行った。
2022年8月24日に日本武道館で開催された『花譜 3rd ONE-MAN LIVE「不可解参(狂)」』にて初披露され、『バーチャルシンガー花譜の廻れ！MAD TV』の主題歌として用いられた。

### メイドインあたし
2023年3月8日に配信リリースされた楽曲。ミュージックビデオはYouTube上で2023年3月18日に公開された。東京ゲゲゲイとのコラボ作品。作詞・作曲・編曲は MIKEY が行い、作詞は水木マリエ、編曲は安宅秀紀も携わった。

### 秘密の言葉
2023年4月5日に配信リリースされた楽曲。ズーカラデルとのコラボ作品で、ズーカラデルとして作曲・編曲され、作詞はズーカラデルの吉田崇展が行った。
『時々ボソッとロシア語でデレる隣のアーリャさん』アニメ化決定テーマソングとして発表された。

### しゅげーハイ!!!
2023年7月5日に配信リリースされた楽曲。ケンモチヒデフミとのコラボ作品で、ケンモチが作詞・作曲・サウンドプロデュースを行った。

### わたしの声
2023年9月6日に配信リリースされた楽曲。ミュージックビデオはYouTube上で同年9月10日に公開された。MONDO GROSSOとのコラボ作品で、MONDO GROSSOとしてソロプロジェクトを行う大沢伸一が作詞・作曲・編曲およびミックスを行った。また、Randy Merrill (Sterling Sound) がマスタリングを行った。

### 愛のまま
2024年1月3日に配信リリースされた組曲最後の楽曲。くるりのボーカル岸田繁とのコラボ作品で、作詞は花譜本人と岸田繁が行い、作曲および編曲を岸田繁が担当した。

## アルバム
「組曲」は第15弾「愛のまま」で完結後、『組曲』としてアルバム化された。2024年3月22日から展覧会『花譜展4』にて先行販売、4月5日から通信販売サイトTHINKRにて受注販売された。

### 概要
アルバム『組曲』はスペシャル BOX仕様であり、DISC1 の CD には「組曲」の全15曲に加え、ボーナストラックとして粗品による楽曲「サンパチスター」のカバー、水野あつによる花譜の楽曲「ソレカラ」のリミックス版「ソレカラ HIDEYA KOJIMA Remix」の2曲を加えた、全17曲が収録された。
DISC2 の CD には「組曲」参加アーティストであるたなか、HIDEYA KOJIMA（ORESAMA）、ケンモチヒデフミ（水曜日のカンパネラ）と花譜との対談が「組話(クミバナ) はなしにはなさかふ」と題され収録された。DISC3 は「組曲」全楽曲と「ソレカラ」のオリジナルMVが収録された Blu-rayであった。また、グッズとしてジャケット写真を使った缶バッジ15個セットと「組曲」のメインビジュアルを使ったアクリルスタンドが同梱された。
2024年3月8日から3月29日にかけて、渋谷BEAMにて展覧会『花譜展4 「正解だらけの日々の中、いびつに君をすきになったり～花譜展4～」』が開催された。本アルバム『組曲』は、その会期の途中である3月22日から会場にて数量限定で先行販売された。

### 収録曲

#### DISC 1
| #         | タイトル                                          | 作詞・作曲                              | アーティスト           | 時間  |
| --------- | ------------------------------------------------- | --------------------------------------- | ---------------------- | ----- |
| 1.        | 「鏡よ鏡」                                        | 松尾レミ（作詞）・GLIM SPANKY（作曲）   | 花譜×GLIM SPANKY       | 03:31 |
| 2.        | 「イマジナリーフレンド」                          | 大森靖子                                | 花譜×大森靖子          | 04:34 |
| 3.        | 「あさひ」                                        | カンザキイオリ                          | 花譜×佐倉綾音          | 07:23 |
| 4.        | 「飛翔するmeme」                                  | たなか                                  | 花譜×たなか            | 03:55 |
| 5.        | 「わたしの線香」                                  | 羽生まゐご                              | 花譜×羽生まゐご        | 02:35 |
| 6.        | 「春陽」                                          | くじら                                  | 花譜×くじら            | 03:14 |
| 7.        | 「蕾に雷」                                        | 長谷川白紙                              | 花譜×長谷川白紙        | 04:08 |
| 8.        | 「Beyond META」                                   | MIYAVI                                  | 花譜× MIYAVI           | 03:38 |
| 9.        | 「流線形メーデー」                                | 祭日ハネダ（作詞）・HiFi-P（作曲）      | 花譜×音楽的同位体 可不 | 03:12 |
| 10.       | 「CAN-VERSE」                                     | ぽん（作詞）・小島英也（作曲）          | 花譜×ORESAMA           | 03:48 |
| 11.       | 「メイドインあたし」                              | 水木マリエ（作詞）・MIKEY（作詞・作曲） | 花譜×東京ゲゲゲイ      | 03:06 |
| 12.       | 「秘密の言葉」                                    | 吉田崇展（作詞）・ズーカラデル（作曲）  | 花譜×ズーカラデル      | 03:17 |
| 13.       | 「しゅげーハイ!!!」                               | ケンモチヒデフミ                        | 花譜×ケンモチヒデフミ  | 03:25 |
| 14.       | 「わたしの声」                                    | MONDO GROSSO                            | 花譜×MONDO GROSSO      | 04:36 |
| 15.       | 「愛のまま」                                      | 岸田繁                                  | 花譜×岸田繁            | 04:29 |
| 16.       | 「サンパチスターfeat.花譜」(Bonus Track)          | 粗品                                    | 花譜                   | 3:23  |
| 17.       | 「ソレカラ - Hideya Kojima Remix -」(Bonus Track) | 水野あつ                                | 花譜                   | 1:22  |
| 合計時間: | 合計時間:                                         | 合計時間:                               | 合計時間:              | 63:36 |

#### DISC 2
| #  | タイトル                              | 作詞 | 作曲・編曲 | 出演者                                                                   | 時間    |
| -- | ------------------------------------- | ---- | ---------- | ------------------------------------------------------------------------ | ------- |
| 1. | 「組話(クミバナ) はなしにはなさかふ」 |      |            | Navigator：花譜、Guest Artist：たなか / HIDEYA KOJIMA / ケンモチヒデフミ | 1:09:51 |

#### DISC 3
| #         | タイトル                                    | 作詞  | 作曲・編曲 | 時間 |
| --------- | ------------------------------------------- | ----- | ---------- | ---- |
| 1.        | 「鏡よ鏡 / 花譜×GLIM SPANKY」               |       |            | 3:36 |
| 2.        | 「イマジナリーフレンド / 花譜×大森靖子」    |       |            | 4:35 |
| 3.        | 「あさひ / 花譜×佐倉綾音」                  |       |            | 7:23 |
| 4.        | 「飛翔するmeme / 花譜×たなか」              |       |            | 3:55 |
| 5.        | 「わたしの線香 / 花譜×羽生まゐご」          |       |            | 2:42 |
| 6.        | 「春陽 / 花譜×くじら」                      |       |            | 3:13 |
| 7.        | 「蕾に雷 / 花譜×長谷川白紙」                |       |            | 4:27 |
| 8.        | 「Beyond META / 花譜× MIYAVI」              |       |            | 3:42 |
| 9.        | 「流線形メーデー / 花譜×音楽的同位体 可不」 |       |            | 3:18 |
| 10.       | 「CAN-VERSE / 花譜×ORESAMA」                |       |            | 3:57 |
| 11.       | 「メイドインあたし / 花譜×東京ゲゲゲイ」    |       |            | 3:19 |
| 12.       | 「秘密の言葉 / 花譜×ズーカラデル」          |       |            | 3:25 |
| 13.       | 「しゅげーハイ!!! / 花譜×ケンモチヒデフミ」 |       |            | 3:32 |
| 14.       | 「わたしの声 / 花譜×MONDO GROSSO」          |       |            | 4:49 |
| 15.       | 「愛のまま / 花譜×岸田繁」                  |       |            | 4:28 |
| 16.       | 「ソレカラ / 花譜」(Bonus Track)            |       |            | 2:37 |
| 合計時間: | 合計時間:                                   | 62:58 |            |      |

### サンパチスター
「サンパチスター」は、お笑い芸人粗品（霜降り明星）による楽曲で、2020年9月5日と9月12日にテレビ朝日にて放送された番組「サンパチスター」のオープニング主題歌となった。花譜が歌唱しているものが2020年9月5日の放送で初公開された。なお、エンディング曲も粗品の作詞・作曲、花譜の歌唱による「今日も楽しいよ」であった。
この楽曲は2020年7月28日に粗品のYouTubeチャンネルで初音ミクの歌唱によるバージョンが公開されていた。ミュージックビデオのイラストはイラストレーター popman3580、映像は粗品自身による。
アルバム『組曲』では初音源化され、花譜が歌唱している「サンパチスターfeat.花譜」として収録された。

### ソレカラ
「ソレカラ」は、花譜のオリジナル楽曲である。原曲は水野あつによる作詞・作曲・編曲である。当時、花譜のほぼすべてのオリジナル楽曲の作詞・作曲はカンザキイオリが手掛けていた。
ポプラ社「キミノベル」のレーベルテーマ曲として2021年3月18年にYouTube上で公開されたが、これまで音源としてシングルやアルバムには収録されていなかった楽曲である。
「キミノベル」は2021年3月18日にポプラ社により創刊された、「キミとつながる、エンタメノベル文庫」をコンセプトとする児童向け文庫作品のレーベルである。花譜はこの創刊に際し、アンバサダーに就任した。
ミュージックビデオは、レーベルの創刊ラインナップから6作品をテーマとして制作された。ミュージックビデオ内では、花譜が6つの物語の世界を旅する様子が描かれている。制作に参加したクリエイターは北村みなみ、あべチョス。、que、Utomaru、イアリン、G子、yujureal worksである。映像制作は佐伯雄一郎、撮影は谷浦龍一による。ほかに撮影アシスタントは野口薫、アートディレクターは大井佳名子、デザイナーは國場凛、サウンドデザイナーは三浦哲生、プロダクションマネージャーは坂本成美、プロデューサーは寺山慶、そしてプロダクションはTHINKRが務める。
アルバム『組曲』には、DISC 1 のCDに小島英也によるリミックス版「ソレカラ HIDEYA KOJIMA Remix」がボーナストラックとして収録され、Blu-ray ディスクには原曲とミュージックビデオが収録された。

## 組曲2
「組曲」第2シーズンである「組曲2」は、2025年1月現在下記の楽曲のリリースが発表されている。
1. ギミギミ逃避行 feat.#KTちゃん (Prod. peko) - 花譜×#KTちゃん（2024年2月28日）
2. 抱きしめて - 花譜×崎山蒼志（2024年6月12日）
3. チューイン・ディスコ - 花譜×ツミキ（2024年8月21日）
4. 一世風靡 - 花譜×星街すいせい（2024年11月27日）
5. My Life - 花譜×MoeShop（2025年1月29日）